# Jesús Villegas
Pour les articles homonymes, voir Villegas.
Jesús Villegas, né le 28 mars 1997, est un coureur cycliste vénézuélien.

## Biographie
En juin 2019, il se distingue en devenant double champion du Venezuela sur route, chez les élites et les espoirs.

## Palmarès et résultats

### Palmarès par année
- 2017
  - Clásico La Candelaria
- 2018
  - Clásico Restaurant El Gran Chivo
  - Clásico Virgen de Chiquinquirá
- 2019
  -  Champion du Venezuela sur route
  -  Champion du Venezuela sur route espoirs

### Classements mondiaux
| Année            | 2018 |
| ---------------- | ---- |
| UCI America Tour | 253e |